# Volleyball under sommer-OL 2024
Volleyball under Sommer-OL 2024 blev afviklet fra d. 27. juli til d. 11. august 2024 med  den indendørs turnering i Paris Expo Porte de Versailles og beachvolley ved Champ-de-Mars foran Eiffeltårnet i Paris.

## Medaljefordeling

### Medaljetabel
*   Værtsnation ( Frankrig)
| Rank            | NOC             | Guld | Sølv | Bronze | Total |
| --------------- | --------------- | ---- | ---- | ------ | ----- |
| 1               | Brasilien       | 1    | 0    | 1      | 2     |
| 2               | Italien         | 1    | 0    | 0      | 1     |
| 2               | Frankrig*       | 1    | 0    | 0      | 1     |
| 2               | Sverige         | 1    | 0    | 0      | 1     |
| 5               | USA             | 0    | 1    | 1      | 2     |
| 6               | Canada          | 0    | 1    | 0      | 1     |
| 6               | Polen           | 0    | 1    | 0      | 1     |
| 6               | Tyskland        | 0    | 1    | 0      | 1     |
| 9               | Norge           | 0    | 0    | 1      | 1     |
| 9               | Schweiz         | 0    | 0    | 1      | 1     |
| Total (10 NOCs) | Total (10 NOCs) | 4    | 4    | 4      | 12    |

### Medaljetagere

#### Beachvolley
| Event       | Guld                                          | Sølv                                                | Bronze                                     |
| ----------- | --------------------------------------------- | --------------------------------------------------- | ------------------------------------------ |
| Beach mænd  | Sverige (SWE) · David Åhman · Jonatan Hellvig | Tyskland (GER) · Nils Ehlers · Clemens Wickler      | Norge (NOR) · Anders Mol · Christian Sørum |
| Beach damer | Brasilien · Ana Patrícia · Duda Lisboa        | Canada · Melissa Humana-Paredes · Brandie Wilkerson | Schweiz · Tanja Hüberli · Nina Betschart   |

#### Indendørs volleyball
| Event   | Guld | Sølv | Bronze |
| ------- | --- | --- | --- |
| Mænd    | Frankrig (FRA) · Barthélémy Chinenyeze · Jenia Grebennikov · Jean Patry · Benjamin Toniutti · Kévin Tillie · Earvin N'Gapeth · Antoine Brizard · Nicolas Le Goff · Trévor Clévenot · Yacine Louati · Théo Faure · Quentin Jouffroy           | Polen (POL) · Łukasz Kaczmarek · Bartosz Kurek · Wilfredo León · Aleksander Śliwka · Grzegorz Łomacz · Jakub Kochanowski · Kamil Semeniuk · Paweł Zatorski · Marcin Janusz · Mateusz Bieniek · Tomasz Fornal · Norbert Huber                   | USA · Matt Anderson · Aaron Russell · Jeffrey Jendryk · Torey DeFalco · Micah Christenson · Maxwell Holt · Micah Maʻa · Thomas Jaeschke · Garrett Muagututia · Taylor Averill · David Smith · Erik Shoji                                                            |
| Kvinder | Italien (ITA) · Marina Lubian · Carlotta Cambi · Monica De Gennaro · Alessia Orro · Caterina Bosetti · Anna Danesi · Myriam Sylla · Paola Egonu · Sarah Luisa Fahr · Loveth Omoruyi · Ekaterina Antropova · Gaia Giovannini · Ilaria Spirito | USA (USA) · Micha Hancock · Jordyn Poulter · Avery Skinner · Justine Wong-Orantes · Lauren Carlini · Jordan Larson · Annie Drews · Jordan Thompson · Haleigh Washington · Dana Rettke · Kathryn Plummer · Kelsey Robinson Cook · Chiaka Ogbogu | Brasilien (BRA) · Nyeme Costa · Diana Duarte · Macris Carneiro · Thaísa Menezes · Rosamaria Montibeller · Roberta Ratzke · Gabriela Guimarães · Ana Cristina de Souza · Natália Araújo · Ana Carolina da Silva · Júlia Bergmann · Tainara Santos · Lorenne Teixeira |